# Europees kampioenschap voetbal mannen onder 17 - 2006/Selecties
In dit artikel staan de selecties van het Europees kampioenschap voetbal onder 17 van 2006 dat van 3 t/m 14 mei 2006 in Luxemburg werd gehouden. De selecties staan per groep op alfabetische volgorde weergegeven.

## Groep A

### Hongarije
Coach:  József Both
| #  | naam               | geb. datum | positie      | club             | wed. | goals |
| -- | ------------------ | ---------- | ------------ | ---------------- | ---- | ----- |
| 1  | Milán Balikó       | 25-11-1989 | keeper       | MTK Hungária     | 2    | 0     |
| 2  | Attila Busai       | 21-01-1989 | verdediger   | MTK Hungária     | 3    | 0     |
| 3  | Ádám Simon         | 30-03-1990 | middenvelder | MTK Hungária     | 1    | 0     |
| 4  | András Gál         | 20-04-1989 | verdediger   | MTK Hungária     | 3    | 0     |
| 5  | András Debreceni   | 21-04-1989 | verdediger   | Boedapest Honvéd | 3    | 0     |
| 6  | Gergő Rása         | 07-03-1989 | middenvelder | MTK Hungária     | 0    | 0     |
| 7  | Vladimir Koman (c) | 16-03-1989 | middenvelder | Sampdoria        | 3    | 1     |
| 8  | Ádám Dudás         | 12-02-1989 | aanvaller    | Győri ETO        | 3    | 0     |
| 9  | Krisztián Németh   | 05-01-1989 | aanvaller    | MTK Hungária     | 3    | 2     |
| 10 | Márk Nikházi       | 02-02-1989 | aanvaller    | MTK Hungária     | 2    | 1     |
| 11 | Péter Tóth         | 17-04-1989 | aanvaller    | Újpest FC        | 3    | 0     |
| 12 | Péter Gulácsi      | 06-05-1990 | keeper       | MTK Hungária     | 1    | 0     |
| 13 | Adrián Szekeres    | 21-04-1989 | verdediger   | MTK Hungária     | 3    | 0     |
| 14 | Ádám Présinger     | 26-01-1989 | verdediger   | MTK Hungária     | 2    | 0     |
| 15 | Tamás Nagy         | 02-04-1989 | middenvelder | MTK Hungária     | 0    | 0     |
| 16 | András Simon       | 30-03-1990 | aanvaller    | MTK Hungária     | 2    | 0     |
| 17 | László Szabó       | 07-02-1989 | aanvaller    | MTK Hungária     | 3    | 0     |
| 18 | Dániel Lengyel     | 01-03-1989 | verdediger   | MTK Hungária     | 3    | 0     |

### Luxemburg
Coach:  Ronny Bonvini
| #  | naam                        | geb. datum | positie      | club                      | wed. | goals |
| -- | --------------------------- | ---------- | ------------ | ------------------------- | ---- | ----- |
| 1  | Fabiano Castellani          | 11-05-1989 | keeper       | US Rumelange              | 3    | 0     |
| 2  | Massimo Martino             | 13-09-1990 | verdediger   | Racing FC Union Luxemburg | 3    | 0     |
| 3  | Christophe Scholer          | 12-09-1989 | verdediger   | Racing FC Union Luxemburg | 3    | 0     |
| 4  | Michel Kettenmeyer          | 07-02-1989 | verdediger   | CS Villerupt              | 3    | 0     |
| 5  | Jérôme Marcolino            | 27-03-1989 | verdediger   | UN Käerjéng '97           | 3    | 0     |
| 6  | Lars Christian Krogh Gerson | 05-02-1990 | middenvelder | Kongsvinger IL            | 1    | 0     |
| 7  | Pit Hilbert                 | 18-02-1990 | aanvaller    | AS Pratzerthal/Rédange    | 3    | 0     |
| 8  | Gilles Bettmer              | 31-03-1989 | middenvelder | SC Freiburg               | 3    | 0     |
| 9  | Miralem Pjanić              | 02-04-1990 | middenvelder | FC Metz                   | 3    | 1     |
| 10 | Matthew De Cae              | 31-01-1989 | middenvelder | FC Kehlen                 | 3    | 0     |
| 11 | Richard Jankowoy            | 22-04-1990 | aanvaller    | FC Syra Mensdorf          | 2    | 0     |
| 12 | André Bill                  | 27-06-1990 | keeper       | UN Käerjéng '97           | 0    | 0     |
| 13 | Mirko Albanese              | 14-09-1989 | aanvaller    | FC Differdange 03         | 3    | 0     |
| 14 | Ricardo Thom                | 12-07-1990 | middenvelder | FC Mondercange            | 3    | 0     |
| 15 | Mato Djurić                 | 03-01-1989 | aanvaller    | Racing FC Union Luxemburg | 2    | 0     |
| 16 | Mathias Jänisch             | 27-08-1990 | middenvelder | US Hostert                | 3    | 0     |
| 17 | Paul Bossi                  | 22-07-1991 | middenvelder | FC Progrès Niedercorn     | 1    | 0     |
| 18 | Tom Siebenaler              | 28-09-1990 | verdediger   | FC Remerschen             | 0    | 0     |

### Rusland
Coach:  Igor Kolyvanov
| #  | naam                | geb. datum | positie      | club                  | wed. | goals |
| -- | ------------------- | ---------- | ------------ | --------------------- | ---- | ----- |
| 1  | Roman Savenkov      | 23-04-1989 | keeper       | Krylja Sovetov Samara | 0    | 0     |
| 2  | Sergei Morozov      | 03-03-1989 | verdediger   | Torpedo Moskou        | 5    | 1     |
| 3  | Artem Samsonov      | 06-02-1989 | verdediger   | Torpedo Moskou        | 5    | 0     |
| 4  | Aleksandr Sapeta    | 28-06-1989 | middenvelder | FK Saturn             | 1    | 0     |
| 5  | Anton Vlasov        | 11-05-1989 | verdediger   | Krylja Sovetov Samara | 2    | 0     |
| 6  | Vadim Gagloev (c)   | 18-01-1989 | middenvelder | CSKA Moskou           | 4    | 0     |
| 7  | Evgeni Korotaev     | 09-01-1989 | aanvaller    | Krylja Sovetov Samara | 5    | 1     |
| 8  | Semen Fomin         | 10-01-1989 | middenvelder | Lokomotiv Moskou      | 4    | 0     |
| 9  | Aleksandr Prudnikov | 26-02-1989 | aanvaller    | Spartak Moskou        | 4    | 2     |
| 10 | Igor Gorbatenko     | 13-02-1989 | middenvelder | Krylja Sovetov Samara | 5    | 1     |
| 11 | Jan Bobrovski       | 18-09-1989 | middenvelder | Zenit Sint-Petersburg | 3    | 0     |
| 12 | Evgeni Pomazan      | 31-01-1989 | keeper       | Koeban Krasnodar      | 5    | 0     |
| 13 | Dmitri Rizjov       | 26-08-1989 | aanvaller    | Krylja Sovetov Samara | 5    | 0     |
| 14 | Pavel Motsjalin     | 16-01-1989 | middenvelder | Zenit Sint-Petersburg | 5    | 0     |
| 15 | Roman Amirkhanov    | 13-05-1989 | verdediger   | Lokomotiv Moskou      | 5    | 0     |
| 16 | Amir Kasjiev        | 11-12-1989 | middenvelder | CSKA Moskou           | 5    | 0     |
| 17 | Denis Sjtsjerbak    | 17-08-1989 | middenvelder | Krylja Sovetov Samara | 3    | 0     |
| 18 | Aleksandr Marenitsj | 29-04-1989 | aanvaller    | FK Rostov             | 4    | 1     |

### Spanje
Coach:  Juan Santisteban
| #  | naam                   | geb. datum | positie      | club               | wed. | goals |
| -- | ---------------------- | ---------- | ------------ | ------------------ | ---- | ----- |
| 1  | Sergio Asenjo          | 28-06-1989 | keeper       | Real Valladolid    | 4    | 0     |
| 2  | Lillo                  | 27-03-1989 | verdediger   | Valencia CF        | 3    | 0     |
| 3  | Ramón Soria            | 09-03-1989 | verdediger   | Villarreal CF      | 5    | 0     |
| 4  | Roberto García Calzada | 20-04-1989 | verdediger   | Atlético Madrid    | 4    | 0     |
| 5  | Pedro Alcalá           | 19-03-1989 | verdediger   | Ranero CF          | 2    | 0     |
| 6  | Ignacio Camacho        | 04-05-1990 | middenvelder | Atlético Madrid    | 5    | 0     |
| 7  | César Azpilicueta      | 28-08-1989 | middenvelder | CA Osasuna         | 4    | 0     |
| 8  | Marcos Gullón          | 20-02-1989 | middenvelder | Villarreal CF      | 4    | 1     |
| 9  | Emilio Nsue            | 30-09-1989 | aanvaller    | RCD Mallorca       | 1    | 0     |
| 10 | Aarón Ñíguez           | 26-04-1989 | aanvaller    | Valencia CF        | 4    | 3     |
| 11 | Cristian Vergara       | 19-01-1989 | middenvelder | FC Barcelona       | 4    | 1     |
| 12 | César Ortiz            | 30-01-1989 | verdediger   | Atlético Madrid    | 5    | 0     |
| 13 | Jesús Coca             | 22-05-1989 | keeper       | Atlético Madrid    | 1    | 0     |
| 14 | Rubén Ramos            | 31-01-1989 | aanvaller    | Atlético Madrileño | 5    | 2     |
| 15 | Guillem Savall         | 26-06-1989 | verdediger   | RCD Espanyol       | 5    | 0     |
| 16 | Bojan Krkić            | 28-08-1990 | aanvaller    | FC Barcelona       | 5    | 5     |
| 17 | José Raúl Baena        | 02-03-1989 | middenvelder | FC Barcelona       | 4    | 0     |
| 18 | José Hermosa           | 23-04-1989 | middenvelder | Villarreal CF      | 4    | 1     |

## Groep B

### België
Coach:  Eric Abrams
| #  | naam                    | geb. datum | positie      | club                | wed. | goals |
| -- | ----------------------- | ---------- | ------------ | ------------------- | ---- | ----- |
| 1  | Tom Vandenbossche       | 12-03-1989 | keeper       | Club Brugge         | 3    | 0     |
| 2  | Enrico Pellegriti       | 06-11-1989 | verdediger   | KRC Genk            | 2    | 0     |
| 3  | Toby Alderweireld       | 02-03-1989 | verdediger   | Ajax                | 3    | 0     |
| 4  | Cor Gillis              | 31-03-1989 | verdediger   | RSC Anderlecht      | 3    | 0     |
| 5  | Jeremy Huyghebaert      | 07-01-1989 | verdediger   | Excelsior Moeskroen | 3    | 0     |
| 6  | Axel Witsel             | 12-01-1989 | middenvelder | Standard Luik       | 3    | 0     |
| 7  | Cedric Baes             | 30-01-1989 | aanvaller    | KRC Genk            | 2    | 0     |
| 8  | Siegerd Degeling        | 30-03-1989 | middenvelder | Feyenoord           | 3    | 0     |
| 9  | Dieter Wittesaele       | 21-01-1989 | aanvaller    | Cercle Brugge       | 3    | 0     |
| 10 | Gaël Arend              | 13-06-1989 | middenvelder | Standard Luik       | 3    | 0     |
| 11 | Livio D'Amires          | 02-01-1989 | aanvaller    | KRC Genk            | 3    | 0     |
| 12 | Cyprien Baguette        | 12-05-1989 | keeper       | Charleroi           | 0    | 0     |
| 13 | Dwayne Dildick          | 25-04-1989 | verdediger   | Club Brugge         | 1    | 0     |
| 14 | Robbe Van Ruyskensvelde | 25-09-1989 | verdediger   | Club Brugge         | 2    | 0     |
| 15 | Niels De Loof           | 11-03-1989 | middenvelder | Club Brugge         | 2    | 0     |
| 16 | Mehdi Carcela-Gonzalez  | 01-07-1989 | aanvaller    | Standard Luik       | 1    | 1     |
| 17 | Maurizio Aquino         | 01-03-1990 | aanvaller    | KRC Genk            | 2    | 1     |
| 18 | Jens Van Damme          | 23-01-1989 | aanvaller    | Cercle Brugge       | 2    | 0     |

### Duitsland
Coach:  Bernd Stöber
| #  | naam                | geb. datum | positie      | club                     | wed. | goals |
| -- | ------------------- | ---------- | ------------ | ------------------------ | ---- | ----- |
| 1  | Ron-Robert Zieler   | 12-02-1989 | keeper       | Manchester United        | 4    | 0     |
| 2  | Björn Kopplin       | 07-01-1989 | verdediger   | Bayern München           | 4    | 0     |
| 3  | David Vržogić       | 10-08-1989 | verdediger   | Borussia Dortmund        | 5    | 0     |
| 4  | Christopher Schorch | 30-01-1989 | verdediger   | Hertha BSC               | 5    | 0     |
| 5  | Florian Jungwirth   | 27-01-1989 | verdediger   | 1860 München             | 4    | 0     |
| 6  | Sven Bender         | 27-04-1989 | middenvelder | 1860 München             | 5    | 0     |
| 7  | Marko Marin         | 13-03-1989 | middenvelder | Borussia Mönchengladbach | 5    | 0     |
| 8  | Lars Bender         | 27-04-1989 | middenvelder | 1860 München             | 4    | 0     |
| 9  | Manuel Fischer      | 19-09-1989 | aanvaller    | VfB Stuttgart            | 5    | 5     |
| 10 | Toni Kroos          | 04-01-1990 | middenvelder | Hansa Rostock            | 5    | 1     |
| 11 | Timo Gebhart        | 12-04-1989 | aanvaller    | 1860 München             | 4    | 0     |
| 12 | Sascha Burchert     | 30-10-1989 | keeper       | Hertha BSC               | 1    | 0     |
| 13 | Stefan Reinartz     | 01-01-1989 | verdediger   | Bayer Leverkusen         | 2    | 1     |
| 14 | Mathias Wittek      | 30-03-1989 | verdediger   | 1860 München             | 2    | 0     |
| 15 | Danny Latza         | 07-12-1989 | middenvelder | Schalke 04               | 3    | 0     |
| 16 | Mario Vrančić       | 23-05-1989 | middenvelder | 1.FSV Mainz 05           | 5    | 0     |
| 17 | Sebastian Huke      | 11-08-1989 | aanvaller    | Hertha BSC               | 3    | 0     |
| 18 | Raphael Lorenz      | 06-01-1989 | aanvaller    | Borussia Dortmund        | 3    | 1     |

### Servië en Montenegro
Coach:  Saša Medin
| #  | naam             | geb. datum | positie      | club               | wed. | goals |
| -- | ---------------- | ---------- | ------------ | ------------------ | ---- | ----- |
| 1  | Marko Knežević   | 29-03-1989 | keeper       | Partizan Belgrado  | 3    | 0     |
| 2  | Dušan Brković    | 20-01-1989 | verdediger   | Partizan Belgrado  | 3    | 0     |
| 3  | Rajko Brežančić  | 21-08-1989 | verdediger   |                    | 3    | 0     |
| 4  | Saša Blagojević  | 01-02-1989 | verdediger   | Partizan Belgrado  | 2    | 0     |
| 5  | Miloš Nikolić    | 22-02-1989 | middenvelder | Partizan Belgrado  | 3    | 0     |
| 6  | Nikola Gulan     | 23-03-1989 | middenvelder | Partizan Belgrado  | 3    | 0     |
| 7  | Zarija Peličić   | ??-??-1989 | middenvelder | FK Zeta            | 2    | 0     |
| 8  | Stevan Jovetić   | 02-11-1989 | aanvaller    | Partizan Belgrado  | 3    | 0     |
| 9  | Nenad Adamović   | 25-07-1989 | middenvelder | Partizan Belgrado  | 3    | 0     |
| 10 | Igor Miladinović | 25-06-1989 | middenvelder | Rode Ster Belgrado | 2    | 0     |
| 11 | Veljko Vuković   | 14-07-1989 | middenvelder | Partizan Belgrado  | 3    | 1     |
| 12 | Živko Živković   | 14-04-1989 | keeper       |                    | 0    | 0     |
| 13 | Goran Četnik     |            | verdediger   | Rode Ster Belgrado | 1    | 0     |
| 14 | Marko Nikolić    | 28-09-1989 | middenvelder | Rode Ster Belgrado | 2    | 0     |
| 15 | Slavko Lukić     |            | verdediger   | FK Smederevo       | 3    | 0     |
| 16 | Slavko Perović   | 09-09-1989 | aanvaller    | Rode Ster Belgrado | 3    | 0     |
| 17 | Darko Karadžić   |            | middenvelder | FK Sutjeska Nikšić | 3    | 1     |
| 18 | Vlado Peličić    |            | verdediger   | FK Zeta            | 0    | 0     |

### Tsjechië
Coach:  Jakub Dovalil
| #  | naam              | geb. datum | positie      | club              | wed. | goals |
| -- | ----------------- | ---------- | ------------ | ----------------- | ---- | ----- |
| 1  | Marek Štěch       | 28-01-1990 | keeper       | Sparta Praag      | 5    | 0     |
| 2  | Ondřej Mazuch     | 15-03-1989 | verdediger   | 1. FC Brno        | 5    | 0     |
| 3  | Jan Polák         | 26-03-1989 | verdediger   | FC Slovan Liberec | 5    | 0     |
| 4  | Martin Zeman      | 28-03-1989 | middenvelder | Sparta Praag      | 4    | 0     |
| 5  | Jan Hable         | 04-01-1989 | middenvelder | FC Hradec Králové | 5    | 0     |
| 6  | Lukáš Vácha       | 13-05-1989 | verdediger   | Slavia Praag      | 4    | 0     |
| 7  | Jan Vošahlík      | 08-03-1989 | aanvaller    | FK Marila Příbram | 4    | 1     |
| 8  | Ivan Lacko        | 03-08-1989 | middenvelder | 1. FC Brno        | 2    | 0     |
| 9  | Martin Holek      | 29-05-1989 | middenvelder | 1. FC Slovácko    | 4    | 0     |
| 10 | Tomáš Necid       | 13-08-1989 | aanvaller    | Slavia Praag      | 4    | 5     |
| 11 | Tomáš Pekhart     | 26-05-1989 | aanvaller    | Tottenham Hotspur | 5    | 2     |
| 12 | Petr Reinberk     | 23-05-1989 | middenvelder | 1. FC Slovácko    | 2    | 0     |
| 13 | Miroslav Štěpánek | 15-01-1990 | verdediger   | SK Sigma Olomouc  | 0    | 0     |
| 14 | Radim Řezník      | 20-01-1989 | verdediger   | FC Baník Ostrava  | 5    | 0     |
| 15 | Jakub Heidenreich | 27-04-1989 | verdediger   | SK Sigma Olomouc  | 5    | 0     |
| 16 | Ondřej Volšík     | 28-03-1989 | keeper       | FC Hradec Králové | 0    | 0     |
| 17 | Petr Wojnar       | 12-01-1989 | middenvelder | FC Baník Ostrava  | 5    | 1     |
| 18 | Jakub Süsser      | 06-08-1989 | verdediger   | FK Chmel Blšany   | 2    | 0     |